# Fonte de corrente
Uma fonte de corrente é um dispositivo elétrico ou eletrônico que mantém uma corrente elétrica constante entre seus terminais independente da carga, ou seja, dos demais dispositivos a serem alimentados pela fonte.

## Fonte de corrente ideal e real

Representação de uma fonte de corrente real, constituída de uma fonte de corrente ideal, I, de um resistor interno, R, e gerando tensão V. Os dispositivos são ligados em paralelo com a fonte de corrente e seu resistor interno.

Uma fonte de corrente é um modelo matemático, ou seja, um dispositivo ideal, visto que não há fontes de corrente capazes de manter sua intensidade de forma independente dos dispositivos a ela conectados. O símbolo de uma fonte de corrente ideal é representado por uma seta no interior de um círculo, com dois terminais para conexão. As fontes de corrente reais, portanto, sempre apresentam perda de corrente conforme aumenta-se a resistência. Uma fonte de corrente real é geralmente representada pelo símbolo de uma fonte de corrente ideal, em paralelo com a resistência interna desta fonte.

### Valores máximos de corrente e potência
A máxima corrente disponível nos terminais externos da fonte real é equivalente à corrente nominal da fonte ideal, sendo obtida quando há um curto-circuito nos terminais externos, não havendo pois corrente em seu resistor interno. Trata-se da máxima corrente que a fonte é capaz de fornecer, sendo esta designada por corrente de curto-circuito.
A máxima potência que uma fonte de corrente real é capaz de fornecer a um dispositivo externo ocorre quando a resistência equivalente desse dispositivo iguala-se à resistência interna da fonte. Nesse caso o produto da tensão pela corrente sobre o dispositivo externo é máximo, e a fonte dissipa internamente potência equivalente à que entrega ao dispositivo. Quando, além de dispositivos resistivos há também dispositivos reativos no circuito, geralmente o caso em se tratando de corrente alternada, o Teorema de máxima transferência de potência prevê que a impedância elétrica do circuito conectado à fonte deve igualar-se ao conjugado da impedância interna da fonte.

## Aplicações

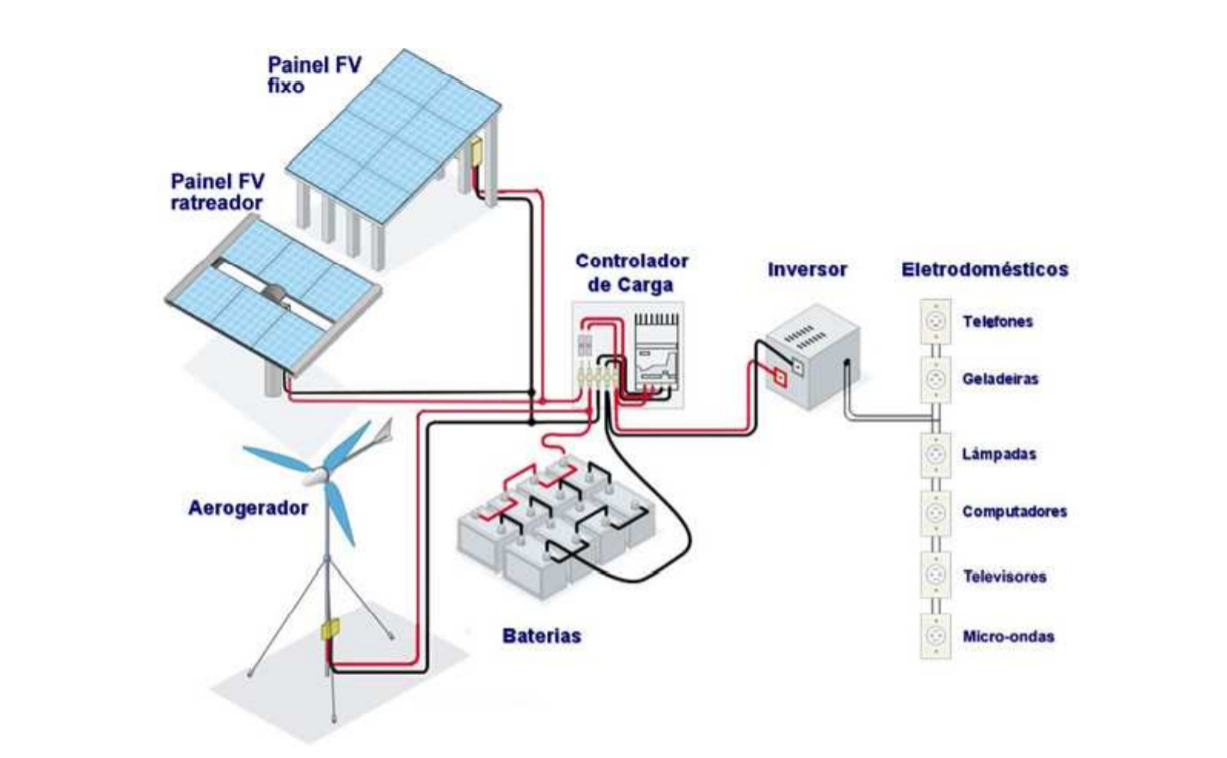
Utilização de carregadores de baterias e controladores de carga, alimentados por painéis fotovoltaicos ou usinas eólicas.

Fontes de corrente constante são circuitos de grande utilidade. Alguns exemplos de sua utilização na indústria são:
- Carregadores de baterias e controladores de carga, que podem ser usados para o abastecimento de eletrodomésticos de uma residência, por exemplo;[2]
- Controles de motores;
- Controles de brilho de LEDs;
- Lâmpadas, entre outras aplicações semelhantes.[3]

## Transformação de fontes de tensão em fontes de corrente
Uma fonte de tensão com tensão nominal equivalente à tensão de circuito aberto medida para uma fonte de corrente, quando em série com um resistor equivalente de mesmo valor do que o encontrado nesta última, é para todos os efeitos equivalente à fonte de corrente real em consideração. A fim de facilitar a análise de um circuito, muitas vezes é interessante transformar uma fonte de tensão em fonte de corrente ou vice-versa. Para tal, devem ser usadas as Leis de Kirchhoff, sendo necessário que o par de variáveis (tensão, corrente) seja comum a ambos os circuitos, tornando irrelevante o tipo de fonte responsável pelo seu estabelecimento.

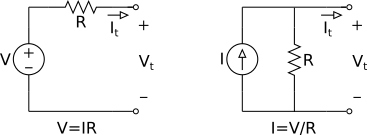
Diferença entre fonte de corrente e fonte de tensão e fórmulas para conversão.